# Lysimachus
Lysimachus of Lysimachos (Grieks: Λυσίμαχος; Lysímachos) 361/360 – 281 v.Chr.) was veldheer van Alexander de Grote en werd een der diadochen na diens dood. Hij bestuurde Thracië, waarover hij in 305 v.Chr. de koningstitel aannam, en in 285 v.Chr. veroverde hij Macedonië op Pyrrhus van Epirus en was daarvan koning tot zijn dood.

## Satraap van Thracië
Lysimachos was een Thessaliër van geboorte, maar zijn vader bezat al het Macedonische burgerrecht. Tijdens Alexanders veldtochten was hij een van zijn zeven somatophylakes (="lijfwachten") en was daardoor vrij prominent. Na de dood van Alexander de Grote in 323 v.Chr. stelden zijn opvolgers (diadochen) een nieuwe staatsorde in bij de Rijksdeling van Babylon. Hierbij werd Perdikkas rijksregent en Lysimachus namens hem satraap van Thrachië. Dit was op twee manieren uniek: allereerst had Thracië niet eerder zo'n hechte eenheid gevormd (zelfs niet tijdens het Odrysische koninkrijk), en ten tweede was de satrapie een Perzische bestuursstructuur die nu in een Europees gebied werd ingevoerd.
Tijdens zijn bestuur werd Thracië bedreigd door uit het noorden binnenvallende Scythen en Gepiden; Lysimachos beantwoordde die met twee veldtochten waarmee hij zijn invloed uitbreidde tot over de Donau. Het is onbekend wat zijn houding was tijdens de Eerste Diadochenoorlog (322-320 v.Chr.), maar de nieuwe rijksregent Antipater bevestigde zijn heerschappij over Thracië bij de Rijksdeling van Triparadeisos. Lysimachus huwde een dochter van Antipater, Nikaia. In de Tweede Diadochenoorlog had hij zich met Kassander en Antigonos I Monophthalmos tegen Polyperchon verbonden, maar aan de gevechten nam hij geen deel. De naar hem gevluchte Kleitos Leukos liet hij ombrengen.
Lysimachus werd een van de sterkste diadochen tijdens de Derde Diadochenoorlog (316-311 v.Chr.), waarin hij samen met Kassander, Ptolemaios en diens veldheer Seleukos opnieuw Antigonos bevocht. Hij veroverde Istros en Odessos, sneed Antigonos af van Europa, versloeg een van diens binnenvallende legers en onderwierp bovendien de in opstand gekomen Thracische koning Seuthes III. In de winter van 311 v.Chr. sloten de partijen de Diadochenvrede, waarin Lysimachus zijn machtsbereik bestendigde.
In 309 v.Chr. stichtte Lysimachus aan de Hellespont de stad Lysimacheia, dat de hoofdstad van zijn rijk werd.

## Koning van Thracië en Macedonië

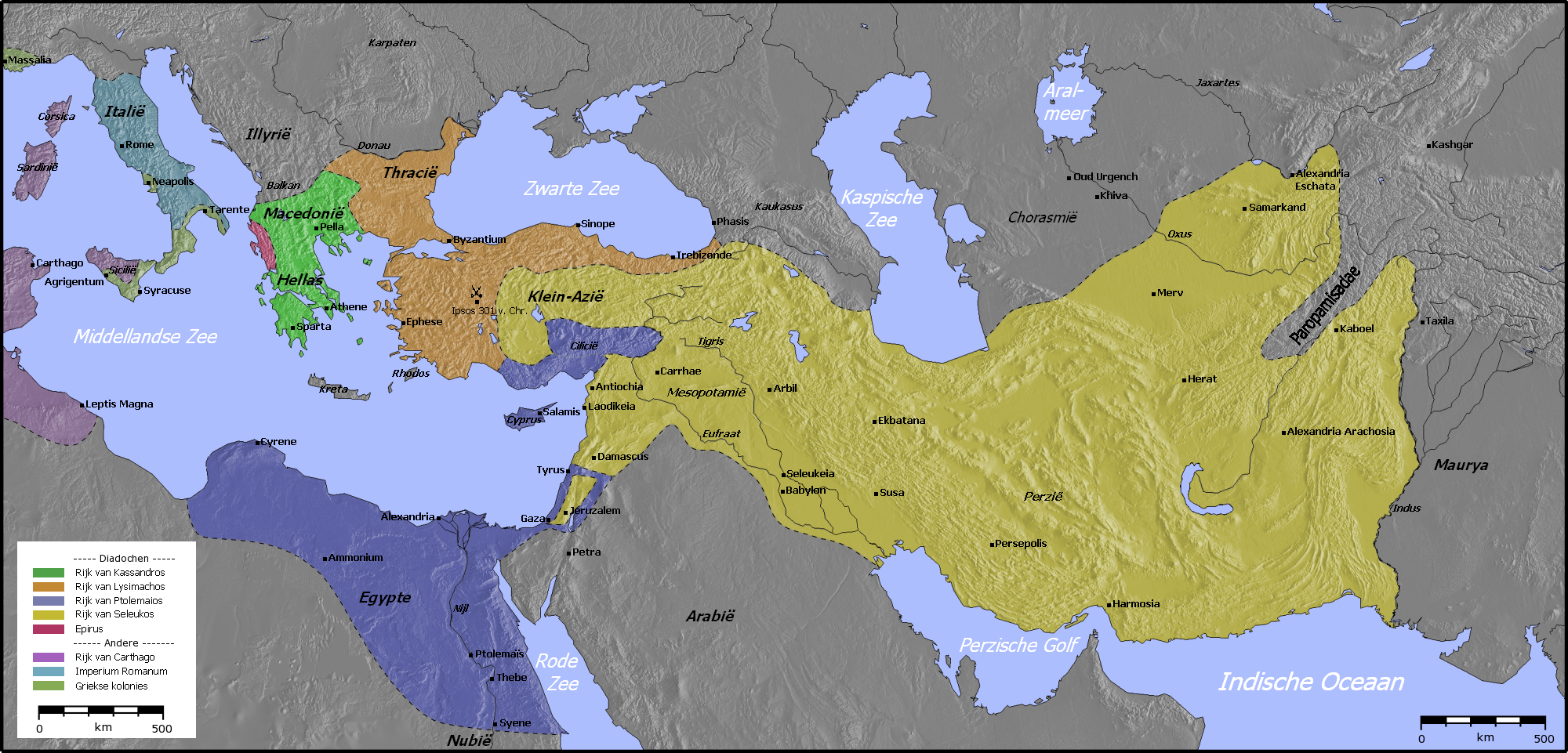
Rijk van Lysimachos in 300 v.Chr: Thracië, West- en Noord-Anatolië.

Nadat Antigonos en zijn zoon Demetrios Poliorketes in 306 v.Chr. de koningstitel aannamen, volgden Lysimachus (305 v.Chr.) en andere diadochen. In deze Vierde Diadochenoorlog streden opnieuw Ptolemaios, Kassander, Seleukos en Lysimachus tegen Antigonos, die zij wisten te verslaan in de Slag bij Ipsos (301 v.Chr.). Na de overwinning bij Ipsos verwierf Lysimachus een groot deel van Klein-Azië; hij doopte Antigonos' stad Antigoneia om tot Nicaea ter ere van zijn vrouw Nikaia, die in 302 v.Chr. was overleden. Hij hertrouwde later met Arsinoë II.
In 287 v.Chr. verdreven Lysimachus en Pyrrhus van Epirus Demetrios Poliorketes, zoon van wijlen Antigonos, uit Macedonië, en verdeelden het grondgebied, waarbij Pyrrhus de titel koning van Macedonië kreeg. In 285 v.Chr. verried Lysimachus Pyrrhus, verdreef hem en kroonde zichzelf tot Macedonische koning. Enkele jaren heerste hij over Westelijk Klein-Azië, Macedonië, Thracië en het gebied ten noorden daarvan tot aan de Donau.
Zijn zoon Agathocles was zijn gedoodverfde opvolger, maar Arsinoë II wilde dat een van haar zonen koning zou worden. Zij wist Lysimachus tegen Agathocles op te stoken, en na een mislukte vergiftigingspoging liet Lysimachus Agathocles in de gevangenis gooien, waar hij werd vermoord door Ptolemaeus Keraunos (284 v.Chr.). Arsinoë en Keraunos zetten vervolgens Seleukos op tegen Lysimachus, zodat Thracië een vazalstaat zou worden van het Seleucidische Rijk. In 281 v.Chr. werd Lysimachus door Seleukos verslagen en verloor het leven in de slag bij Corupedium.

## Nalatenschap

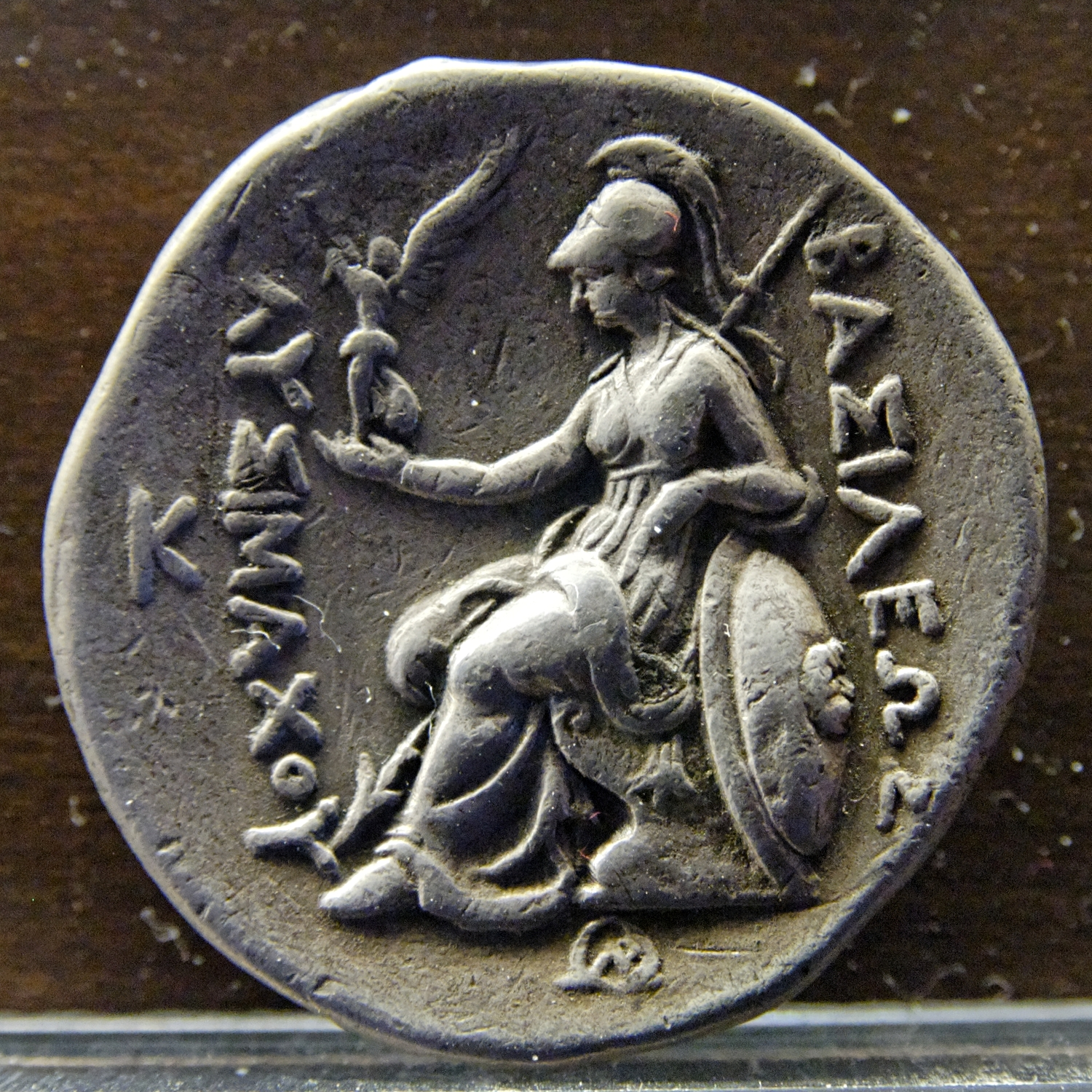
Zilveren tetradrachme "van koning Lysimachus" (ΒΑΣΙΛΕΩΣ ΛΥΣΙΜΑΧΟΥ). Een gehelmde Athena Nikephoros met een gevleugelde Nikè in de hand, die Lysimachus' naam kroont.

Omdat Lysimachus geen mannelijke nakomelingen meer had na de dood van Agathocles, is hij er niet in geslaagd een dynastie te stichten. Zijn rijk werd opgesplitst: Arsinoë en Keraunos trouwden en werden de Ptolemeïsche heersers van Macedonië en Thracië, Pergamon werd een Seleucidische vazalstaat en Pontus verklaarde zich onafhankelijk. Echter werkte Arsinoë's plan niet als gehoopt: Keraunos vermoordde twee van haar zonen, de derde wist te ontkomen. Arsinoë vluchtte daarop naar Egypte, waar ze haar en Keraunos' broer Ptolemaeus II Philadelphus trouwde. Ook vermoordde Keraunos Seleukos, en was zodoende alleenheerser geworden van Macedonië en Thracië, maar Lysimachos' Anatolische gebieden kreeg hij niet in handen, en hij moest ook afstand doen van zijn aanspraken op Egypte. Daar zou later overigens de dochter van Lysimachus, Arsinoë I, de troonopvolger van Ptolemaeus II ter wereld brengen, namelijk Ptolemaeus III. Hoewel Arsinoë II dus voor de derde keer koningin werd, slaagde ze er opnieuw niet in om een van haar zonen op de troon te krijgen, nota bene ten gunste van een kleinzoon van haar eerste echtgenoot Lysimachus.
Philippus' generaals
Attalus · Parmenion · Antipater · Eumenes
Somatophylax (Alexanders lijfwacht)
Aristonous · Arybas · Balacrus · Demetrius · Lysimachus · Ptolemaeus (zoon van Seleucus) · Peithon · Hephaestion · Menes · Leonnatus · Perdiccas · Ptolemaeus · Peucestas
Satrapen na de Rijksdeling van Babylon
Antipater (Macedonië en Griekenland · Philo (Illyrië) · Lysimachus (Thracië) · Leonnatus (Frygië) · Antigonos(Frygië aan de Hellespont) · Asander (Karië) ·Nearchos (Lycië en Pamphylië) · Menander (Lydië) · Philotas (Cilicië) · Eumenes (Cappadocië en Paphlagonië) · Ptolemaeus (Egypte) · Laomedon van Mytilene (Syrië) · Neoptolemus (Armenië) · Peucestas (Babylonië) · Arcesilaus (Mesopotamië) · Peithon (Medië) · Tlepolemus (Perzië) · Nicanor (Parthië) · Antigenes (Susiana) · Archon (Pelasgia) · Philippus (Hyrcanië) · Stasanor (Arië en Drangiana) · Sibyrtius (Arachosië en Gedrosië) · Amyntas (Bactrië) · Scythaeus (Sogdiana)
Satrapen na de Rijksdeling van Triparadisus
Antipater (Macedonië en Griekenland) · Lysimachus (Thracië) · Arrhidaeus (Frygië aan de Hellespont) · Antigonos (Frygië, Lycië en Pamphylië) · Cassander (Carië) · Clitus de Witte (Lydië) · Philoxenus (Cilicië) · Nicanor (Cappadocië en Paphlagonië) · Ptolemaeus (Egypte) · Laomedon van Mytilene (Syrië) · Peucestas (Perzië) · Amphimachus (Mesopotamië) · Peithon (Medië) · Tlepolemus (Carmanië) · Philippus (Parthië) · Antigenes (Susiana) · Seleucus (Babylonië) · Stasanor (Bactrië en Sogdiana) · Stasander (Arië en Drangiana) · Sibyrtius (Arachosië en Gedrosië)
Cavaleriegeneraals
Perdiccas · Hephaestion · Philotas · Ptolemaeus · Clitus de Zwarte · Antigonos · Lysimachus · Menander · Leonnatus · Laomedon van Mytilene · 
Neoptolemus · Erigyius · Aretes · Ariston van Paionia
Infanteriegeneraals
Meleager · Craterus · Seleucus · Polyperchon · Antigenes · Coenus · Ptolemaeus (zoon van Seleucus)
Andere generaals
Alcetas · Amphimachus · Amyntas ·  Arcesilaus · Archon · Asander · Clitus de Witte · Nearchus · Nicanor · Nicanor · Peithon · Peucestas · Philippus · Philo · Philotas · Philoxenus · Scythaeus · Sibyrtius · Stasanor · Stasander · Tlepolemus
- Bibsys: 90634127
- Bibliothèque nationale de France: cb12100430n (data)
- Gemeinsame Normdatei: 118969293
- International Standard Name Identifier: 0000 0004 5490 2472
- Library of Congress Control Number: n84160212
- Nationale Bibliotheek van Israël: 987007264872405171
- Nederlandse Thesaurus van Auteursnamen: 213578077
- Système universitaire de documentation: 029361435
- Virtual International Authority File: 333149196539474792231